# Hydrovatus abraeoides
Hydrovatus abraeoides är en skalbaggsart som beskrevs av Régimbart 1895. Hydrovatus abraeoides ingår i släktet Hydrovatus och familjen dykare. Inga underarter finns listade i Catalogue of Life.